# Q宠大乐斗
《Q宠大乐斗》是腾讯游戏魔方工作室群制作的对战（PK）题材社交游戏，2010年于QQ空间公测。据报道，该游戏将QQ宠物企鹅与武侠文化相结合，操作简单。2012年，该游戏被共青团中央宣传部评为优秀文化产品，向青少年推荐。